# Chlorotettix bipartitus
Chlorotettix bipartitus är en insektsart som beskrevs av Delong 1945. Chlorotettix bipartitus ingår i släktet Chlorotettix och familjen dvärgstritar. Inga underarter finns listade i Catalogue of Life.